# Big Little Lies
Big Little Lies (pequeñas grandes mentiras) es una serie de televisión de drama estadounidense creada por David E. Kelley, basado en el libro homónimo escrito por Liane Moriarty. La serie se estrenó el 19 de febrero de 2017 en HBO.
Aunque originalmente se anunciaba como una miniserie, HBO anunció, el 8 de diciembre de 2017, que la serie volvería para una segunda temporada que se estrenó el 9 de junio de 2019.

## Sinopsis
Celeste, Jane y Madeline son tres madres que viven en Monterey, un pueblo en el Norte de California. 
Jane acaba de mudarse. Es una madre soltera en busca de una mejor vida. Madeline es una de las mujeres más populares del pueblo y también de las más temperamentales. Está casada con Ed, con el que tiene una hija pequeña, Chloe; y tiene una relación complicada con su exmarido Nathan y Abigail, la hija adolescente que comparten. 
Celeste es una exabogada que actualmente ejerce de ama de casa con dos hijos gemelos y su esposo Perry, un hombre de negocios que viaja mucho por trabajo. Su relación parece perfecta, pero esconde muchos secretos. Estas tres mujeres establecen unos lazos muy fuertes que las convierten en aliadas dentro una comunidad en la que nada es lo que parece. Sus vidas son sacudidas por un brutal asesinato, ocurrido durante una gala benéfica que organiza la escuela primaria a la que asisten sus hijos.

## Elenco y personajes

### Principales
- Reese Witherspoon como Madeline Mackenzie.
- Nicole Kidman como Celeste Wright.
- Shailene Woodley como Jane Chapman.
- Alexander Skarsgård como Perry Wright.
- Laura Dern como Renata Klein.
- Adam Scott como Ed Mackenzie.
- Zoë Kravitz como Bonnie Carlson.
- James Tupper como Nathan Carlson.
- Jeffrey Nordling como Gordon Klein.
- Kathryn Newton como Abigail Mackenzie.
- Iain Armitage como Ziggy Chapman.
- Meryl Streep como Mary Louise Wright (temporada 2).
- Cameron Crovetti como Josh Wright.
- Nicholas Crovetti como Max Wright.

### Recurrentes
- Sarah Baker como Thea Cunningham.
- Sarah Burns como Gabrielle.
- P. J. Byrne como el director Nippal.
- Santiago Cabrera como Joseph Bachman.
- Darby Camp como Chloe Mackenzie.
- Hong Chau como Jackie.
- Kelen Coleman como Harper Stimson.
- Merrin Dungey como la Detective Adrienne Quinlan.
- Ivy George como Amabella Klein.
- Virginia Kull como la Sra. Barnes
- Chloe Coleman como Skye Carlson.
- Molly Hagan como la Dra. Moriarty
- Larry Sullivan como Oren.
- David Monahan como Bernard.
- Kathreen Khavari como Samantha.
- Joseph Cross como Tom (temporada 1).
- Robin Weigert como la Dra. Amanda Reisman
- Larry Bates como Stu.
- Douglas Smith como Corey Brockfield (temporada 2).
- Mo McRae como Michael Perkins (temporada 2).
- Crystal Fox como Elizabeth Howard (temporada 2).
- Martin Donovan como Martin Howard (temporada 2).
- Poorna Jagannathan como Katie Richmond (temporada 2).
- Denis O'Hare como Ira Farber (temporada 2).

## Episodios
| Temporada | Temporada | Episodios | Episodios | Emisión original      | Emisión original    |
| Temporada | Temporada | Episodios | Episodios | Primera emisión       | Última emisión      |
| --------- | --------- | --------- | --------- | --------------------- | ------------------- |
|           | 1         | 7         | 7         | 19 de febrero de 2017 | 2 de abril de 2017  |
|           | 2         | 7         | 7         | 9 de junio de 2019    | 21 de julio de 2019 |

## Producción

### Desarrollo
El 6 de agosto de 2014, se anunció que Nicole Kidman y Reese Witherspoon habían optado por los derechos de la novela de Liane Moriarty Big Little Lies. Se esperaba que las actrices desarrollaran el proyecto como una película en la cual ambas protagonizarían. Bruna Papandrea y Per Saari se convirtieron en productoras ejecutivas junto a Kidman y Witherspoon. También se esperaba que Moriarty también produjera. El 25 de noviembre de 2014, se anunció que Kidman y Witherspoon habían decidido desarrollar el proyecto en una miniserie en lugar de la película originalmente planeada. Además, se anunció que la miniserie sería escrita por David E. Kelley. El 8 de mayo de 2015, se anunció que HBO le había dado a la producción un pedido de que produjera la serie y que además de escribir, Kelley también sería productor ejecutivo. El 23 de octubre de 2015, se informó que Jean-Marc Vallée estaba en conversaciones para dirigir el primer episodio de la serie con la posibilidad de dirigir más. El 17 de diciembre de 2015, se anunció que Vallée dirigiría los siete episodios de la serie. El 28 de noviembre de 2016, se anunció que la serie se estrenaría el 19 de febrero de 2017.

### Casting

#### Temporada 1
Junto al anuncio inicial del desarrollo de la producción, se informó que Kidman y Witherspoon también protagonizarían la serie. En diciembre de 2015, anunció que Shailene Woodley, Adam Scott, Laura Dern, y Zoë Kravitz se habían unido al elenco en los papeles principales. El 5 de enero de 2016, se anunció que Alexander Skarsgard y James Tupper se había unido al elenco principal y que Jeffrey Nordling, Santiago Cabrera, P. J. Byrne, Kelen Coleman, Sarah Burns, Darby Camp, Cameron y Nicholas Crovetti, Ivy George, Chloe Coleman, Virginia Kull, Sarah Baker, Kathreen Khavari, Larry Bates, Hong Chau, y Gia Carides se había unido al elenco de apoyo. Unos días más tarde, se informó que Iain Armitage se había unido al reparto en el papel del hijo del personaje de Woodley. Poco después de eso, se informó que Merrin Dungey, Larry Sullivan y David Monahan también se habían unido al elenco.

#### Temporada 2
El 24 de enero de 2018, se anunció que Meryl Streep se había unido al elenco principal en el papel de Mary Louise Wright, la madre de Perry. En febrero de 2018, se confirmó que Shailene Woodley, Laura Dern, Zoë Kravitz, Adam Scott, James Tupper, Jeffrey Nordling e Iain Armitage regresarían para la segunda temporada. El 27 de marzo de 2018, se anunció que Douglas Smith se había unido al elenco en un papel recurrente. El 3 de abril de 2018, se confirmó que Kathryn Newton, Robin Weigert, Merrin Dungey y Sarah Sokolovic regresaban para la segunda temporada. Newton y Sokolovic han pasado de roles recurrentes a principales. Además, se anunció que Crystal Fox se había unido al elenco en un papel principal y que Mo McRae aparecería como recurrente. El 10 de abril de 2018, se anunció que Martin Donovan había sido elegido para un papel recurrente. En mayo de 2018, se informó que Poorna Jagannathan se había unido al reparto en una capacidad recurrente. Además, se confirmó que P. J. Byrne repetiría su papel del Director Nippal. El 15 de junio de 2018, se anunció que Dennis O'Hare había sido elegido para un papel recurrente.

### Rodaje
Su rodaje comenzó en enero de 2016 y se rodó con la cámara digital, Arri Alexa. Jean-Marc Vallée, prefirió usar iluminación natural y estilo de disparo a mano para permitir a los actores moverse libremente por el set.

## Lanzamiento

### Marketing
En octubre de 2016, HBO estrenó el teaser tráiler. El 5 de diciembre de 2016, HBO lanzó el tráiler completo.

### Distribución
Internacionalmente, la serie fue estrenada el 20 de febrero de 2017 en Australia en Showcase. La serie se estrenó el 13 de marzo de 2017 en Reino Unido e Irlanda en Sky Atlantic.

### Banda sonora
La banda sonora de la serie fue lanzada exclusivamente para iTunes el 31 de marzo de 2017.

### Blu-ray y DVD
Fue lanzada en Blu-ray y DVD el 1 de agosto de 2017.

## Recepción
| Temporada | Temporada | Respuesta crítica | Respuesta crítica |
| Temporada | Temporada | Rotten Tomatoes   | Metacritic        |
| --------- | --------- | ----------------- | ----------------- |
|           | 1         | 93% (119 reseñas) | 75 (42 reseñas)   |
|           | 2         | 98% (74 reseñas)  | 82 (34 reseñas)   |

La primera temporada de Big Little Lies recibió crítica positivas. En Rotten Tomatoes reportó un índice de aprobación del 93%, basado en 119 reseñas, con un promedio de 8.05/10. El consenso crítico del sitio dice, «Mordazmente divertida y altamente adictiva, Big Little Lies es un paseo sinuoso, emocionante, e iluminador liderado por un elenco de primer nivel». En Metacritic informó una puntuación de 75 sobre 100, basado en 42 reseñas, lo que indica «críticas generalmente favorables». La revista Time enumeró a Big Little Lies como uno de sus diez mejores programas de televisión de 2017.
La segunda temporada ha sido aclamada por la crítica. En Rotten Tomatoes, la temporada cuenta con una calificación de 98% con un promedio de 8.04/10 basado en 74 reseñas. El consenso crítico del sitio dice, «Hermoso y apasionante, la segunda temporada de Big Little Lies duplica el humor oscuro y le da a su impresionante elenco un drama aún más jugoso para masticar – especialmente una excelente Meryl Streep». En Metacritic, la temporada tiene una puntuación de 82 sobre 100, basada en 34 reseñas, lo que indica «aclamación universal». Ben Travers de IndieWire escribió una crítica positiva dándole una calificación de «B+», citando que «La temporada 2 es una bestia completamente diferente — pero sigue siendo muy, muy bueno».

### Premios y nominaciones
| Año  | Premiación                        | Categoría                                                                             | Nominado(s)                                                                             | Resultado | Refs.  |
| ---- | --------------------------------- | ------------------------------------------------------------------------------------- | --------------------------------------------------------------------------------------- | --------- | ------ |
| 2017 | American Film Institute Awards    | Los diez mejores programas de televisión del año                                      | Big Little Lies                                                                         | Ganadora  | [ 42 ] |
| 2017 | Critics' Choice Television Awards | Mejor actriz en una película hecha para televisión o serie limitada                   | Nicole Kidman                                                                           | Ganadora  | [ 43 ] |
| 2017 | Critics' Choice Television Awards | Mejor actriz en una película hecha para televisión o serie limitada                   | Reese Witherspoon                                                                       | Nom       | [ 43 ] |
| 2017 | Critics' Choice Television Awards | Mejor serie limitada                                                                  | Big Little Lies                                                                         | Ganadora  | [ 43 ] |
| 2017 | Critics' Choice Television Awards | Mejor actor de reparto en una película hecha para TV o serie limitada                 | Alexander Skarsgård                                                                     | Ganador   | [ 43 ] |
| 2017 | Critics' Choice Television Awards | Mejor actriz de reparto en una película hecha para televisión o serie limitada        | Laura Dern                                                                              | Ganadora  | [ 43 ] |
| 2017 | Emmy Awards                       | Excepcional Casting para una Serie Limitada, Película o Especial                      | David Rubin                                                                             | Ganador   | [ 44 ] |
| 2017 | Emmy Awards                       | Cinematografía sobresaliente para una serie o película limitada                       | Yves Bélanger                                                                           | Nom       | [ 44 ] |
| 2017 | Emmy Awards                       | Disfraces contemporáneos excepcionales para una serie, una serie limitada o película  | Alix Friedberg, Risa Garcia y Patricia McLaughlin                                       | Ganador   | [ 44 ] |
| 2017 | Emmy Awards                       | Dirección excepcional para una serie limitada, película o especial dramático          | Jean-Marc Vallée                                                                        | Ganador   | [ 44 ] |
| 2017 | Emmy Awards                       | Peluquería excepcional para una serie o película limitada                             | Michelle Ceglia, Nickole C. Jones, Lona Vigi, Frances Mathias y Jocelyn Mulhern         | Nom       | [ 44 ] |
| 2017 | Emmy Awards                       | Mejor actriz principal en una serie o película limitada                               | Nicole Kidman                                                                           | Ganadora  | [ 44 ] |
| 2017 | Emmy Awards                       | Mejor actriz principal en una serie o película limitada                               | Reese Witherspoon                                                                       | Nominada  | [ 44 ] |
| 2017 | Emmy Awards                       | Serie limitada excepcional                                                            | Big Little Lies                                                                         | Ganadora  | [ 44 ] |
| 2017 | Emmy Awards                       | Maquillaje excepcional para una serie o película limitada (no protésica)              | Steve Artmont, Nicole Artmont, Angela Levin, Molly R Stern y Claudia Humburg            | Nom       | [ 44 ] |
| 2017 | Emmy Awards                       | Supervisión de música sobresaliente                                                   | Susan Jacobs                                                                            | Ganadora  | [ 44 ] |
| 2017 | Emmy Awards                       | Edición de imágenes de una sola cámara excepcional para una serie o película limitada | Veronique Barbe, David Berman, Justin LaChance, Maxime Lahaie, Sylvain Lebel y Jim Vega | Nom       | [ 44 ] |
| 2017 | Emmy Awards                       | Mezcla de sonido excepcional para una serie o película limitada                       | Gavin Fernandes, Louis Gignac y Brendan Beebe                                           | Nom       | [ 44 ] |
| 2017 | Emmy Awards                       | Mejor actor de reparto en una serie o película limitada                               | Alexander Skarsgård                                                                     | Ganador   | [ 44 ] |
| 2017 | Emmy Awards                       | Mejor actriz de reparto en una serie o película limitada                              | Laura Dern                                                                              | Ganadora  | [ 44 ] |
| 2017 | Emmy Awards                       | Mejor actriz de reparto en una serie o película limitada                              | Shailene Woodley                                                                        | Nom       | [ 44 ] |
| 2017 | Emmy Awards                       | Escritura sobresaliente para una serie limitada, película o especial dramático        | David E. Kelley                                                                         | Nom       | [ 44 ] |
| 2017 | Golden Globe Awards               | Best Actress – Miniseries or Television Film                                          | Nicole Kidman                                                                           | Ganadora  | [ 45 ] |
| 2017 | Golden Globe Awards               | Best Actress – Miniseries or Television Film                                          | Reese Witherspoon                                                                       | Nom       | [ 45 ] |
| 2017 | Golden Globe Awards               | Best Miniseries or Television Film                                                    | Big Little Lies                                                                         | Ganadora  | [ 45 ] |
| 2017 | Golden Globe Awards               | Best Supporting Actor – Series, Miniseries or Television Film                         | Alexander Skarsgård                                                                     | Ganador   | [ 45 ] |
| 2017 | Golden Globe Awards               | Best Supporting Actress – Series, Miniseries or Television Film                       | Laura Dern                                                                              | Ganadora  | [ 45 ] |
| 2017 | Golden Globe Awards               | Best Supporting Actress – Series, Miniseries or Television Film                       | Shailene Woodley                                                                        | Nom       | [ 45 ] |
| 2017 | Screen Actors Guild Awards        | Outstanding Performance by a Female Actor in a Television Movie or Limited Series     | Laura Dern                                                                              | Nom       | [ 46 ] |
| 2017 | Screen Actors Guild Awards        | Outstanding Performance by a Female Actor in a Television Movie or Limited Series     | Nicole Kidman                                                                           | Ganadora  | [ 46 ] |
| 2017 | Screen Actors Guild Awards        | Outstanding Performance by a Female Actor in a Television Movie or Limited Series     | Reese Witherspoon                                                                       | Nom       | [ 46 ] |
| 2017 | Screen Actors Guild Awards        | Outstanding Performance by a Male Actor in a Television Movie or Limited Series       | Alexander Skarsgård                                                                     | Ganador   | [ 46 ] |
| 2017 | TCA Awards                        | Logro individual en un drama                                                          | Nicole Kidman                                                                           | Nom       | [ 47 ] |
| 2017 | TCA Awards                        | Logro excepcional en películas, miniseries y especiales                               | Big Little Lies                                                                         | Ganadora  | [ 47 ] |
| 2017 | TCA Awards                        | Programa del Año                                                                      | Big Little Lies                                                                         | Nom       | [ 47 ] |
| 2017 | Writers Guild of America Awards   | Long Form – Adapted                                                                   | David E. Kelley                                                                         | Ganador   | [ 48 ] |
| 2018 | ACE Eddie Awards                  | Best Edited Drama Series for Non-Commercial Television                                | David Berman                                                                            | Nominado  | [ 49 ] |
| 2019 | 24th Satellite Awards             | Best Supporting Actress – Series, Miniseries or TV Film                               | Meryl Streep                                                                            | Nominada  | [ 50 ] |
| 2020 | Critics' Choice Television Awards | Best Actress in a Drama Series                                                        | Nicole Kidman                                                                           | Nominada  | [ 51 ] |
| 2020 | Critics' Choice Television Awards | Best Supporting Actress in a Drama Series                                             | Laura Dern                                                                              | Nominada  | [ 51 ] |